# Деревня (повесть, 1846)
«Деревня» — повесть русского писателя Д. В. Григоровича о трагической судьбе крепостной крестьянки. В повести нашли отражения наблюдения Григоровича, жившего в то время в деревне, о жизни и быте крестьян; в основу сюжета легло действительное событие, имевшее место в имении матери писателя. 
Опубликована в 1846 году в журнале «Отечественные записки» (том XLIX, Отд. 1, с. 177—229).
Повесть стала первым в русской литературе образцом реалистичного описания тяжелой жизни крепостных крестьян в России и вызвала широкий резонанс. Тема страданий и унижений русских крепостных была продолжена Григоровичем в повести «Антон-Горемыка», опубликованной в 1847 году.

## Сюжет
Действие происходит в обычном русском селе среди крепостных крестьян. У скотницы прямо на скотном дворе рождается дочь, сама скотница при родах умирает. По жребию ребёнок достаётся другой скотнице, Домне, у которой есть несколько своих детей. Девочку называют Акулиной. Она растёт без ласки и заботы, в семье её ждут только ругань и побои. Начиная с семи лет, Акулине поручают разные дела, прежде всего, выпас гусей. Она не играет с другими детьми, а уходит с гусями в дальние поля, где чувствует себя свободней.
Когда в дом возвращается муж Домны Карп, который до этого работал на оброке, положение Акулины ещё более ухудшается из-за скверного характера отчима. Она нелюдима и болезненна, и ни с кем не входит в общение; в свою очередь, никто не питает к ней симпатии. Так проходят многие годы, в течение которых Акулина, смиренно снося все издевательства, всячески избегает какого-либо общения в семье.
Однажды, когда в село по делам после долгого перерыва заезжает барин, он случайно замечает Акулину на улице и решает сделать доброе дело, выдав её замуж. Женихом Акулины становится Григорий, сын крестьянина Силантия, хотя его семья крайне недовольна тем, что им приходится взять в дом сироту Акулину, а не богатую невесту. Сама Акулина порывается упросить барина отменить свадьбу, но из робости не решается сделать это. Свадьбу устраивают на широкую ногу, чтобы не ударить в грязь лицом, однако после свадьбы положение Акулины не улучшается, и её по-прежнему бьют, ругают и поручают ей самую тяжёлую работу. У Акулины рождается дочь Дунька.
Через четыре года здоровье Акулины окончательно подорвано. Хотя жена управляющего, заметив, что она серьёзно больна, пытается помочь Акулине, уже поздно. К облегчению семьи мужа, зимой Акулина умирает, перед смертью успевая только сказать Григорию, чтобы он не бил Дуньку. Григорий, несмотря на начавшуюся вьюгу, везёт гроб на кладбище, чтобы скорее похоронить жену, а за санями, под снегом и ветром, бежит Дунька.

## Критика
По мнению Лидии Лотман, повесть «знаменовала собою начало нового этапа в творчестве Григоровича и была значительным явлением в литературе критического реализма 40-х годов». Новым в повести «было прежде всего самоё обращение к жизни крестьянства», поскольку реалистическая литература того времени «изучала главным образом жизнь городской бедноты или быт высших сословий». Аналогично, Анна Журавлёва отмечает, что хотя «народ как основная обязанность русской литературы, как тема тем, как точка отсчёта» присутствовал у русских прозаиков в виде общей идеи, нужен был «центр кристаллизации, чтобы начался интенсивный процесс создания, отработки идеи», и таким центром стала повесть Григоровича благодаря описанию в ней «социальных контрастов как таковых».
Притом, что И. С. Тургенев с «Записками охотника» также считался одним из  пионеров крестьянской темы в русской прозе, сам Тургенев в воспоминаниях засвидетельствовал приоритет Григоровича: по его словам, повесть «Деревня» — это «по времени первая попытка сближения нашей литературы с народной жизнью, первая из наших „деревенских историй“ — Dorfgeschichten. Написана она была языком не сколько изысканным — не без сентиментальности; но стремление к реальному воспроизведению крестьянского быта было несомненно».
В советском литературоведении главная мысль повести формулировалась как «мысль о том, что социальная несправедливость, неразумность общественных отношений трагически отражаются на судьбе отдельного человека. Общество калечит, терзает человека, делает его несчастным и преждевременно убивает его». Среди художественных особенностей повести отмечалось использование эпиграфов к каждой главе — это «народные песни и поговорки, говорящие о тяжелой и бесправной доле женщины-крестьянки». Кроме того, достижением Григоровича в его первом крупном произведении «явился язык повести, пронизанный элементами народной речи и обогащённый фольклорной образностью. Удачей писателя были и художественные описания русской природы», при помощи которых «автор раскрывал переживания героини и характеризовал условия быта и труда крестьян».
Непосредственно после публикации повесть вызвала споры среди русских критиков. Так, В. Г. Белинский высоко оценил повесть, подчеркивая её связь с реалистическими «физиологическими очерками». По его мнению, «что касается собственно до очерков крестьянского быта, это блестящая сторона произведений Григоровича. Он обнаружил тут много наблюдательности и знания дела, и умел выказать то и другое в образах простых, истинных, верных, с замечательным талантом. Его „Деревня“ — одно из лучших беллетристических произведений прошлого года». Критик отметил и слабые стороны повести, указав, что «из его Акулины вышло лицо довольно бесцветное и неопределённое, именно потому, что он старался сделать из неё особенно интересное лицо». Однако в среде славянофилов «Деревня» «вызвала возмущение». Так, в «Москвитянине» за 1847 год Ю. Ф. Самарин (под псевдонимом М...З...К.) выступил со статьей «О мнениях „Современника“ исторических и литературных», в которой он обрушился в том числе и на повесть Григоровича. Основной недостаток повести Самарин усматривал в том, что «в ней собрано и ярко выставлено всё, что можно было найти в нравах крестьян грубого, оскорбительного и жестокого», причём наиболее поражает «глубокая бесчувственность и совершенное отсутствие нравственного смысла в целом быту». Белинский отозвался на эту критику, написав Самарину: «Если это можно было найти, значит, это не выдумано, а взято из действительности, значит это истина, а не клевета... Какое вы имеете право требовать от автора, чтобы он замечал и изображал не ту сторону действительности, которая сама мечется ему в глаза, которую он узнал, изучил, а ту, которая вас занимает?».
Насмешливая карикатура на писателя (автор — Михаил Невахович) была напечатана в иллюстрированном журнале «Ералаш» под заголовком «Литератор натуральной школы» и с подписью из басни Крылова: «Оно не столь хоть видно, / Да сытно». Как вспоминал сам Григорович в «Литературных воспоминаниях»:
Не обошлось, конечно, без насмешек со стороны ненавистников реального направления литературы; в «Ералаше» я был изображен в виде франта, роющегося в навозной куче, между тем как из ближайшего окна баба выливает мне на голову шайку помоев; внизу была надпись такого рода: «Неудачное отыскивание Акулин в деревне».